# Christoph Behr
Christoph Behr (* 21. März 1989 in Vilshofen) ist ein deutscher Fußballspieler und steht aktuell im Aufgebot des Bezirksligisten ASCK Simbach.

## Karriere
Christoph Behr stammt aus dem niederbayerischen Vilshofen. Dort spielte er auch beim einheimischen FC Vilshofen, bis er 2005 zu Wacker Burghausen wechselte. Drei Jahre spielte er dort noch in der Jugend, bevor er in die zweite Mannschaft der Oberbayern in der Landesliga Süd wechselte. Dort empfahl sich der Stürmer in der Saison 2010/11 mit 12 Toren in 17 Spielen für die Profimannschaft in der 3. Liga. Am 16. Oktober 2010 stand er dort gleich in der Startaufstellung und spielte bis zur 77. Minute. Insgesamt 15-mal kam er in der Saison zum Einsatz, meist auf der linken Angriffsseite, am letzten Spieltag spielte er erstmals über die volle Spielzeit.
Obwohl Burghausen im Jahr darauf zwei Stürmer mit Zweitligaerfahrung verpflichtete, wurde auch der Vertrag mit Behr um ein weiteres Jahr verlängert.
Am 26. Januar 2012 löste er seinen Kontrakt mit dem SV Wacker Burghausen auf. Noch am gleichen Tag unterschrieb er einen Vertrag beim Bayernligisten TSV Buchbach. 2013 wechselte er zum Vilshofener Vorortverein FC Alkofen, welchen er wieder 2015 verließ und zum ASCK Simbach wechselte. 2020 gab Behr bekannt, dass er zum SV-DJK Wittibreut wechselt.